# 戸田さやか
戸田 さやか（とだ さやか）は、日本の女性アニメーター、キャラクターデザイナー。ガイナックス出身。現在はタツノコプロ所属。

## 参加作品

### テレビアニメ
2004年
- 巌窟王（2004年 - 2005年、動画）

2006年
- 桜蘭高校ホスト部（原画）
- 天保異聞 妖奇士（2006年 - 2007年、原画）

2007年
- 天元突破グレンラガン（原画）
- DARKER THAN BLACK -黒の契約者-（原画）
- 電脳コイル（原画）

2008年
- キャシャーンSins（2008年 - 2009年、原画・第二原画）

2009年
- はじめの一歩 New Challenger（原画）

2010年
- 四畳半神話大系（原画・第二原画）
- 学園黙示録 HIGHSCHOOL OF THE DEAD（原画・第二原画）

2011年
- 君に届け 2ND SEASON（原画）
- うさぎドロップ（原画）
- 輪るピングドラム（原画）
- HUNTER×HUNTER（2011年 - 2014年、原画） - 日本テレビ版
- SKET DANCE（2011年 - 2012年、作画監督〈共同〉・作画監督補佐〈共同〉・原画）
- THE IDOLM@STER（原画）
- ギルティクラウン（2011年 - 2012年、原画）

2012年
- プリティーリズム・ディアマイフューチャー（2012年 - 2013年、OP作画監督補・作画監修〈共同〉・OP原画）

2013年
- プリティーリズム・レインボーライブ（2013年 - 2014年、作画監督・作画監修〈共同〉・原画）
- 夜桜四重奏 〜ハナノウタ〜（作画監督補佐〈共同〉）

2014年
- ピンポン THE ANIMATION（作画監督〈共同〉・原画）
- プリパラ（作画監修〈共同〉）

2015年
- 夜ノヤッターマン（第二原画）

2017年
- アイドルタイムプリパラ（作画監修〈共同〉・アニメーション協力）

2018年
- キラッとプリ☆チャン（アニメーション協力）

2019年
- KING OF PRISM -Shiny Seven Stars-（サブキャラクターデザイン・総作画監督）

2021年
- 擾乱 THE PRINCESS OF SNOW AND BLOOD（作画監督）
- ワッチャプリマジ!（キャラクターデザイン）

2024年
- 戦隊大失格（作画監督）

### 劇場アニメ
- マインド・ゲーム（2004年、動画）
- REDLINE（2010年、第二原画）
- チベット犬物語 〜金色のドージェ〜（2012年、原画）
- 夜は短し歩けよ乙女（2017年、第二原画）
- KING OF PRISM-Your Endless Call-み〜んなきらめけ!プリズム☆ツアーズ（2025年、シリーズキャラクターデザイン）

### OVA
- トップをねらえ2!（2004年 - 2006年、第二原画）
- BLACK LAGOON Roberta's Blood Trail（2010年 - 2011年、原画）

### Webアニメ
- 日本アニメ（ーター）見本市 『そこからの明日。』(2015年、作画監督[1]）
- 日本アニメ（ーター）見本市 『Kanón』(2015年、原画）
- 日本アニメ（ーター）見本市 『I can Friday by day!』(2015年、原画）